# Allen megye (Kentucky)
Allen megye az Amerikai Egyesült Államokban, azon belül Kentucky államban található. Megyeszékhelye és legnagyobb városa Scottsville. Lakosainak száma 20 588 fő (2020. április 1.). Allen megye Warren, Barren, Monroe, Macon, Sumner és Simpson megyékkel határos.

## Népesség
A megye népességének változása:
| Lakosok száma | 20 044 | 20 191 | 20 259 | 20 311 | 20 640 | 20 588 |
|               | 2010   | 2011   | 2012   | 2013   | 2015   | 2020   |